# Tara Fitzgerald
Tara Anne Cassandra Fitzgerald Callaby (Cuckfield, 18 september 1967) is een Britse actrice.

## Biografie
Fitzgerald werd geboren op 18 september 1967 in Cuckfield (Sussex) als dochter van Michael Callaby en Sarah Geraldine Fitzgerald. Ze spendeerde een deel van haar kindertijd op de Bahama's, waar haar grootvader van moederskant een advocatenkantoor had. Toen ze drie jaar was keerde het gezin terug naar Engeland en gingen haar ouder uit elkaar. Haar vader stierf toen ze elf was.
Nadat ze afgestudeerd was aan het Drama Centre London maakte ze haar filmdebuut als dochter van een schoonheidskoningin in Hear My Song (1991). Ze kreeg internationale bekendheid in 1993 toen ze samen met Hugh Grant speelde in de Australische film Sirens. Deze film leverde Fitzgerald een nominatie op voor de AACTA Award voor "Beste actrice in een hoofdrol". Twee jaar later speelde ze opnieuw samen met Grant in de komedie The Englishman Who Went Up a Hill But Came Down a Mountain. Fitzgerald speelde in de jaren negentig en tweeduizend in heel wat onafhankelijke speelfilms.
Haar eerste grote toneelrol kwam in 1992, toen ze tegenover Peter O'Toole speelde in Our Song in het Apollo Theatre. Ze wisselde bijna twee decennia lang af tussen toneel en film, met regelmatige theaterrollen. In 1995 speelde ze de rol van Ophelia in Hamlet in het Almeida Theatre in Londen, wat haar debuut in de Amerikaanse theaterwereld betekende. De productie stak de Atlantische Oceaan over en werd meer dan 90 keer opgevoerd op Broadway. Sindsdien speelde ze ook nog de titelrol in Antigone, Blanche Du Bois in A Streetcar Named Desire en was ze te zien in A Doll's House van Henrik Ibsen, Le Misanthrope van Molière en Macbeth van William Shakespeare.
Op televisie speelde ze in talloze programma's en series, van Victoriaanse heldinnen tot moderne rechercheurs. Haar eerste tv-rol was in de televisiefilm The Black Candle uit 1991. In 2006 was ze te zien in The Virgin Queen en van 2007 tot 2011 speelde ze de rol van Eve Lockhart in de televisieserie Waking the Dead. Ze had ook een terugkerende rol in Game of Thrones.
Fitzgerald trouwde in juli 2001 met de Britse acteur en regisseur John Sharian. In mei 2003 ging het paar uit elkaar en later volgde een scheiding.